# 래브라도 리트리버 (노래)
〈래브라도 리트리버〉(ラブラドール･レトリバー 라부라도르 레토리바[*])는 AKB48의 36번째 싱글이다.

## 개요
전작 〈앞 밖에 보지 않아〉로부터 약 3개월 만의 싱글이다.
캐치프레이즈는, 〈래브라도, 데리고 가줘, 그녀가 있는 곳으로〉.

## 수록곡

### Type-A
자켓 사진 (표지):와타나베 마유·시마자키 하루카·타카하시 미나미·야마모토 사야카·키자키 유리아
자켓 사진 (뒷면):오카다 나나·키타가와 료하·코지마 마코·시부야 나기사·타시마 메루·토모나가 미오·니시노 미키
CD
1. ラブラドール・レトリバー / 래브라도 리트리버
(작사: 아키모토 야스시 / 작곡: 마루타니 마나부 / 편곡: 사사키 유)
2. 今日までのメロディー / 오늘까지의 멜로디 (오오시마 유코 졸업 악곡)
(작사: 아키모토 야스시 / 작곡·편곡: 이노우에 요시마사)
3. 君は気まぐれ / 넌 변덕쟁이 - Team A
(작사: 아키모토 야스시 / 작곡: 이토 신타로 / 편곡: 와카타베 마코토)
4. ラブラドール・レトリバー off vocal ver.
5. 今日までのメロディー off vocal ver.
6. 君は気まぐれ off vocal ver.

DVD
1. ラブラドール・レトリバー
2. 今日までのメロディー
3. 君は気まぐれ
4. 특전 영상 Type A 〈나카무라 “권외” 마리코의 호사레멘 강좌〉

### Type-K
자켓 사진 (표지):카시와기 유키·마츠이 쥬리나·요코야마 유이·카와에이 리나·스다 아카리·이리야마 안나
자켓 사진 (뒷면):이치카와 미오리·오오바 미나·오오와다 나나·카토 레나·코다마 하루카·후루하타 나오·미야와키 사쿠라
CD
1. ラブラドール・レトリバー / 래브라도 리트리버
2. 今日までのメロディー / 오늘까지의 멜로디
3. 愛しきライバル / 사랑스러운 라이벌 - Team K
(작사: 아키모토 야스시 / 작곡: 후쿠다 타카시 / 편곡: 사사키 유)
4. ラブラドール・レトリバー off vocal ver.
5. 今日までのメロディー off vocal ver.
6. 愛しきライバル off vocal ver.

DVD
1. ラブラドール・レトリバー
2. 今日までのメロディー
3. 愛しきライバル
4. Making of 래브라도 리트리버 (전편)

### Type-B
자켓 사진 (표지):사시하라 리노·마츠이 레나·코지마 하루나·미네기시 미나미·와타나베 미유키
자켓 사진 (뒷면):오오타 아이카·키타하라 리에·키모토 카논·타카하시 쥬리·야구라 후코·야부시타 슈
CD
1. ラブラドール・レトリバー / 래브라도 리트리버
2. 今日までのメロディー / 오늘까지의 멜로디
3. Bガーデン / B 가든 - Team B
(작사: 아키모토 야스시 / 작곡: 야마모토 카츠히코 / 편곡: 노나카 “마사” 유이치)
4. ラブラドール・レトリバー off vocal ver.
5. 今日までのメロディー off vocal ver.
6. Bガーデン off vocal ver.

DVD
1. ラブラドール・レトリバー
2. 今日までのメロディー
3. Bガーデン
4. Making of 래브라도 리트리버 (후편)

### Type-4
자켓 사진 (초회한정반·표지):와타나베 마유·마츠이 쥬리나·사시하라 리노
자켓 사진 (통상반·표지):와타나베 마유
자켓 사진 (뒷면):〈래브라도 리트리버〉 선발 멤버 36명
CD
1. ラブラドール・レトリバー / 래브라도 리트리버
2. 今日までのメロディー / 오늘까지의 멜로디
3. ハートの脱出ゲーム / 하트 탈출 게임 - Team 4
(작사: 아키모토 야스시 / 작곡: 히자시 / 편곡: 이타가키 유스케)
4. ラブラドール・レトリバー off vocal ver.
5. 今日までのメロディー off vocal ver.
6. ハートの脱出ゲーム off vocal ver.

DVD
1. ラブラドール・レトリバー
2. 今日までのメロディー
3. ハートの脱出ゲーム
4. 특전 영상 Type 4 〈키자키 유리아의 Team 4 Music Video 밀착 레포트〉

### 극장반
자켓 사진 (표지):이치카와 미오리·오오타 아이카·오오바 미나·오오와다 나나·오카다 나나·카토 레나·키타가와 료하·키타하라 리에·키모토 카논·코지마 마코·코다마 하루카·시부야 나기사·타카하시 쥬리·타시마 메루·토모나가 미오·니시노 미키·후루하타 나오·미야와키 사쿠라·야구라 후코·야부시타 슈
자켓 사진 (뒷면):이리야마 안나·카시와기 유키·카와에이 리나·키자키 유리아·코지마 하루나·사시하라 리노·시마자키 하루카·스다 아카리·타카하시 미나미·마츠이 쥬리나·마츠이 레나·미네기시 미나미·야마모토 사야카·요코야마 유이·와타나베 마유·와타나베 미유키
CD
1. ラブラドール・レトリバー / 래브라도 리트리버
2. 今日までのメロディー / 오늘까지의 멜로디
3. 2人はデキテル / 두 사람은 그렇고 그런 사이
(작사: 아키모토 야스시 / 작곡: 이즈미 카즈야)
4. 前しか向かねえ off vocal ver.
5. 昨日よりもっと好き off vocal ver.
6. 2人はデキテル off vocal ver.

## 선발 멤버

### 래브라도 리트리버
(센터:와타나베 마유)
- AKB48: 이리야마 안나, 카와에이 리나, 코지마 하루나, 시마자키 하루카, 타카하시 미나미, SKE48:후루하타 나오, NMB48:야구라 후코, HKT48:미야와키 사쿠라, 키타하라 리에, 코지마 마코, 요코야마 유이, SKE48:마츠이 쥬리나, NMB48:야마모토 사야카, HKT48:코다마 하루카, 오오와다 나나, 다카하시 쥬리, 와타나베 마유, NMB48:카시와기 유키, HKT48:토모나가 미오, 오카다 나나, 카토 레나, 키자키 유리아, 니시노 미키, 미네기시 미나미, NMB48:시부야 나기사, SKE48:키타가와 료하, SKE48:오오바 미나, SKE48:스다 아카리, SKE48 / NMB48:와타나베 미유키, SKE48 / HKT48:키모토 카논, SKE48 / 노기자카46:마츠이 레나, NMB48:이치카와 미오리, NMB48:야부시타 슈, HKT48:사시하라 리노, HKT48:타시마 메루, HKT48:오오타 아이카

### 오늘까지의 멜로디
(센터:오오시마 유코)
- AKB48:요코야마 유이, SKE48:마츠이 쥬리나, 카시와기 유키, 미네기시 미나미
- 졸업생: 카와에이 리나, 코지마 하루나, 시마자키 하루카, 다카하시 미나미,코지마 마코, 코바야시 카나, 아키모토 사야카, 이마이 유키, 오오호리 메구미, 카사이 토모미, 사토 나츠키, 다카다 아야나, 노로 카요, 하야노 카오루, 마스다 유카, 마츠바라 나츠미, 오오시마 유코, 미야자와 사에, 키타하라 리에, 쿠라모치 아스카, 와타나베 마유, 우메다 아야카, 사시하라 리노

### 넌 변덕쟁이
〈Team A〉 명의
(센터:시마자키 하루카)
- AKB48:이치카와 마나미, 이리야마 안나, 이와타 카렌, 카타야마 하루카, 카와에이 리나, 코지마 하루나, 코지마 나츠키, 시마자키 하루카, 타카하시 미나미, 타키타 카요코, 타츠야 마키호, 나카타 치사토, 나카니시 치요리, 나카무라 마리코, 니시야마 레나, 후지타 나나, 마에다 아미, 무토 토무, 모리카와 아야카, SKE48:후루하타 나오, NMB48:야구라 후코, HKT48:미야와키 사쿠라

### 사랑스러운 라이벌
〈Team K〉 명의
(센터:마츠이 쥬리나, 야마모토 사야카)
- AKB48:아이가사 모에, 아베 마리아, 이시다 하루카, 이와사 미사키, 우치다 마유미, 키타하라 리에, 코지마 마코, 코바야시 카나, 고토 모에, 시마다 하루카, 시모구치 하나나, 스즈키 시호리, 타노 유카, 나가오 마리야, 미야자키 미호, 유모토 아미, 요코야마 유이, SKE48:마츠이 쥬리나, NMB48:야마모토 사야카, HKT48:코다마 하루카, SNH48:스즈키 마리야

### B 가든
〈Team B〉 명의
(센터:와타나베 마유)
- AKB48:이즈타 리나, 우치야마 나츠키, 우메타 아야노, 오오시마 료카, 오오야 시즈카, 오오와다 나나, 오가사와라 마유, 카와모토 사야, 쿠라모치 아스카, 타카죠 아키, 다카하시 쥬리, 다케우치 미유, 타나베 미쿠, 나토리 와카나, 노자와 레나, 하시모토 히카리, 히라타 리나, 후쿠오카 세이나, 요코시마 아에리, 와타나베 마유, NMB48:카시와기 유키, HKT48:토모나가 미오, 노기자카46:이코마 리나

### 하트 탈출 게임
〈Team 4〉 명의
(센터:키자키 유리아)
- AKB48:이와타테 사호, 오오카와 리오, 오오모리 미유, 오카다 아야카, 오카다 나나, 카토 레나, 키자키 유리아, 키타자와 사키, 코바야시 마리나, 코미야마 하루카, 사사키 유카리, 사토 키아라, 시노자키 아야나, 타카시마 유리나, 츠치야스 미즈키, 니시노 미키, 마에다 미츠키, 미네기시 미나미, 무카이치 미온, 무라야마 유이리, 모기 시노부, NMB48: 코타니 리호, NMB48:시부야 나기사

### 두 사람은 그렇고 그런 사이
- AKB48:코지마 하루나
- AKB48 어시스턴트 프로듀서: 키타가와 켄지

## 발매일
| 국가     | 날짜            | 포맷                    | 레이블                           |
| -------- | --------------- | ----------------------- | -------------------------------- |
| 일본     | 2014년 5월 21일 | CD+DVD, CD, 디지털 음원 | You, Be Cool!                    |
| 대한민국 | 2018년 12월 7일 | 디지털 음원             | 지니 뮤직, 스톤뮤직 엔터테인먼트 |